# 羊甫头墓地
昆明羊甫头墓地，位于中华人民共和国云南省昆明市官渡区小板桥镇的大羊甫村，海拔高度1926米。羊甫头墓地分布在一馒头形缓丘上，西北有宝象河流过。缓丘面积5万余平方米，墓地总面积约4万余平方米，发掘面积10700平方米，发掘青铜时期及汉朝墓葬524座。被评为1999年度“全国十大考古新发现”之一，其中包括青铜时代与汉朝墓葬两个部分。

## 特点
1970年代，当地空军部队医院在此基建时，曾零星挖出一些青铜器。1997年11月，昆明武警边防学校（现国家移民管理局常备力量第二总队）拟在缓丘西半部建一训练场，委托地方单位施工时，施工队发现墓葬，随即私自挖掘六个多月。1998年4月，云南省文物考古研究所派人对现场进行了初步勘察，判断这是一大型墓地。1998年9月底，云南省文物考古研究所与昆明市博物馆、官渡区博物馆，在训练场占地范围内进行了发掘。1999年6月15日结束，历时200余天。
羊甫头墓地中青铜时期墓葬有495座。除少量大、中型墓外，绝大多数为小型墓葬，均为竖穴土坑墓，根据墓口形状可分为直角长方形、梯形、圆角长方形。大型墓多分布在墓地中部，中、小型墓则顺山势散布在大型墓四周。墓向基本呈东北或西南向，墓底还发现少量凹槽。大型墓葬具多为一椁一棺（以保存较好的是M19大型墓为例），椁木的搭建方法为榫卯结构。可辨识的葬式有合葬、解肢葬、叠葬、仰身直肢葬、侧身屈肢葬。发现骨骼有头骨、肢骨、牙齿等碎片，另外大型墓中发现有人殉现象。随葬品以青铜器为主，其次是陶器（釜类、罐类为主）、漆木器（多为M113腰坑出土的漆木柲），也有少量铁器（剑、环首刀、斧、爪镰为主）、石器（石坠、砺石）、玉器（镯、耳玦）、玛瑙器（扣、珠、管）等。
汉朝墓葬在整个墓地范围内靠西，属缓丘的坡中及坡底部。墓坑都较大，但随葬器物较少，完全以汉器物为主。发掘的29座汉朝墓均为长方形竖穴土坑墓。这些墓葬以5座大型墓为中心，自南向北呈弧形分布在缓丘西部，墓葬间排列整齐。

## 图像

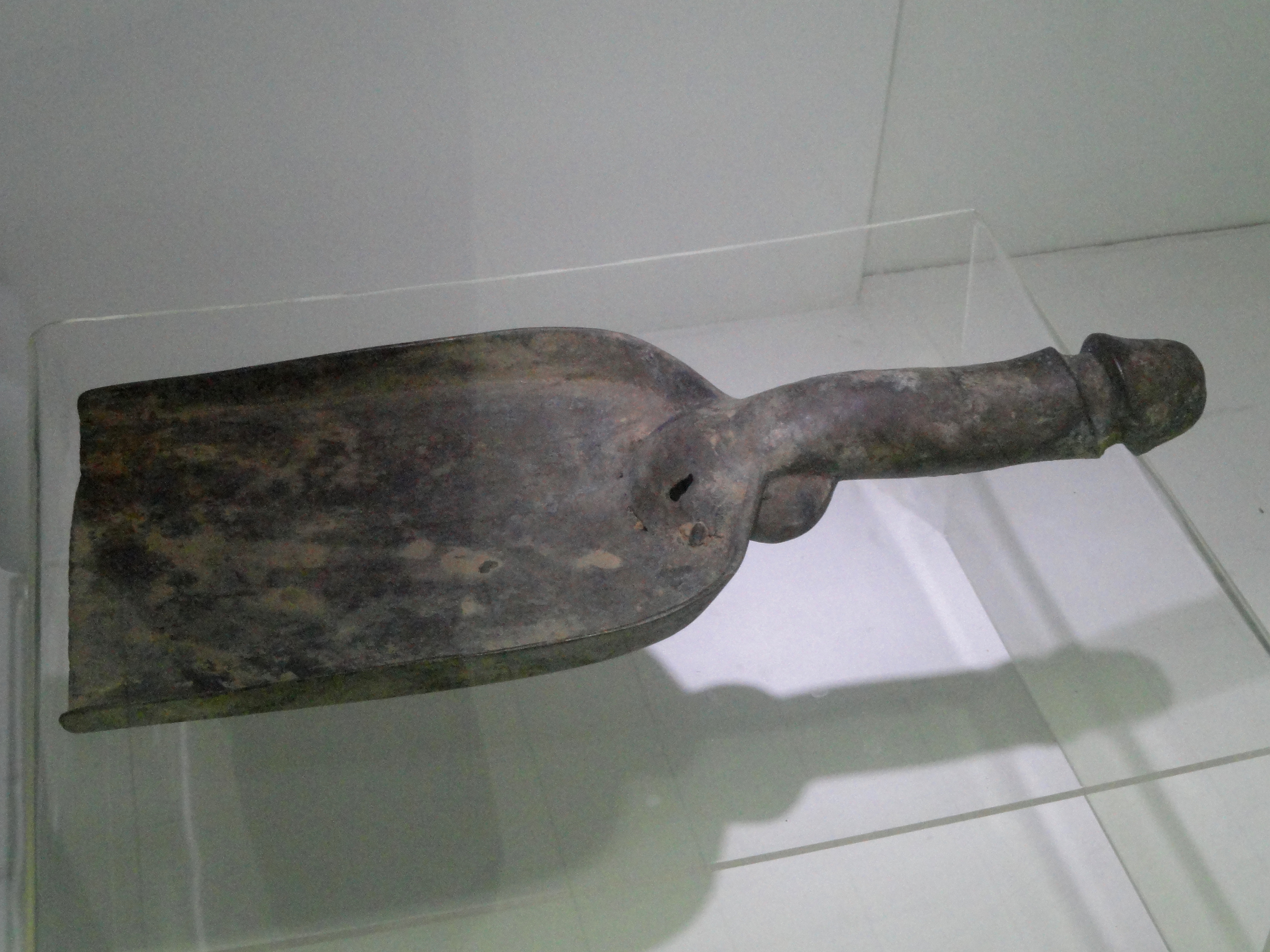
祖形铜铲，出土自羊甫头古墓群113号墓（M113:327），现藏于云南省博物馆
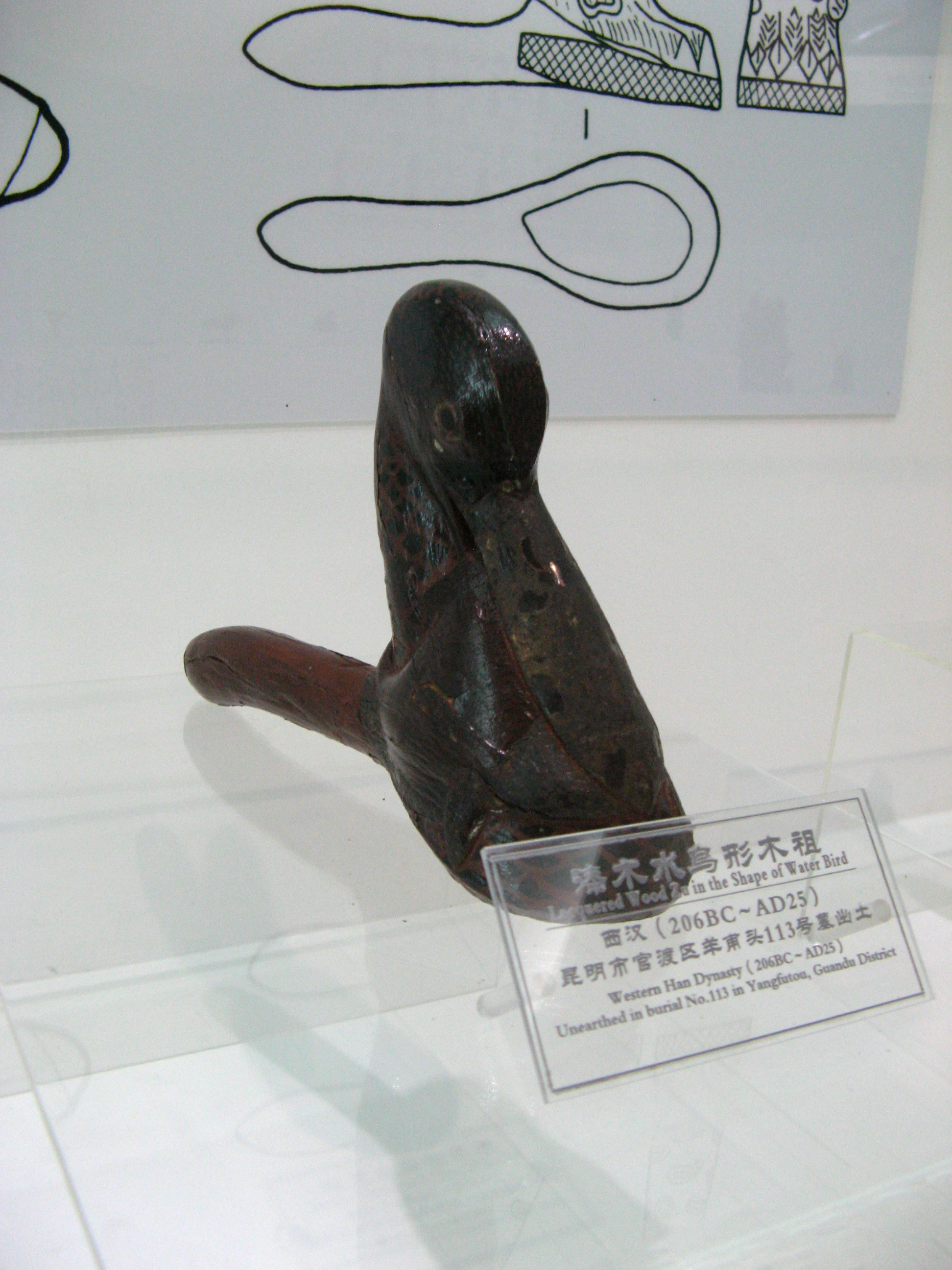
漆木水鸟形木祖，出土自羊甫头古墓群113号墓，现藏于云南省博物馆
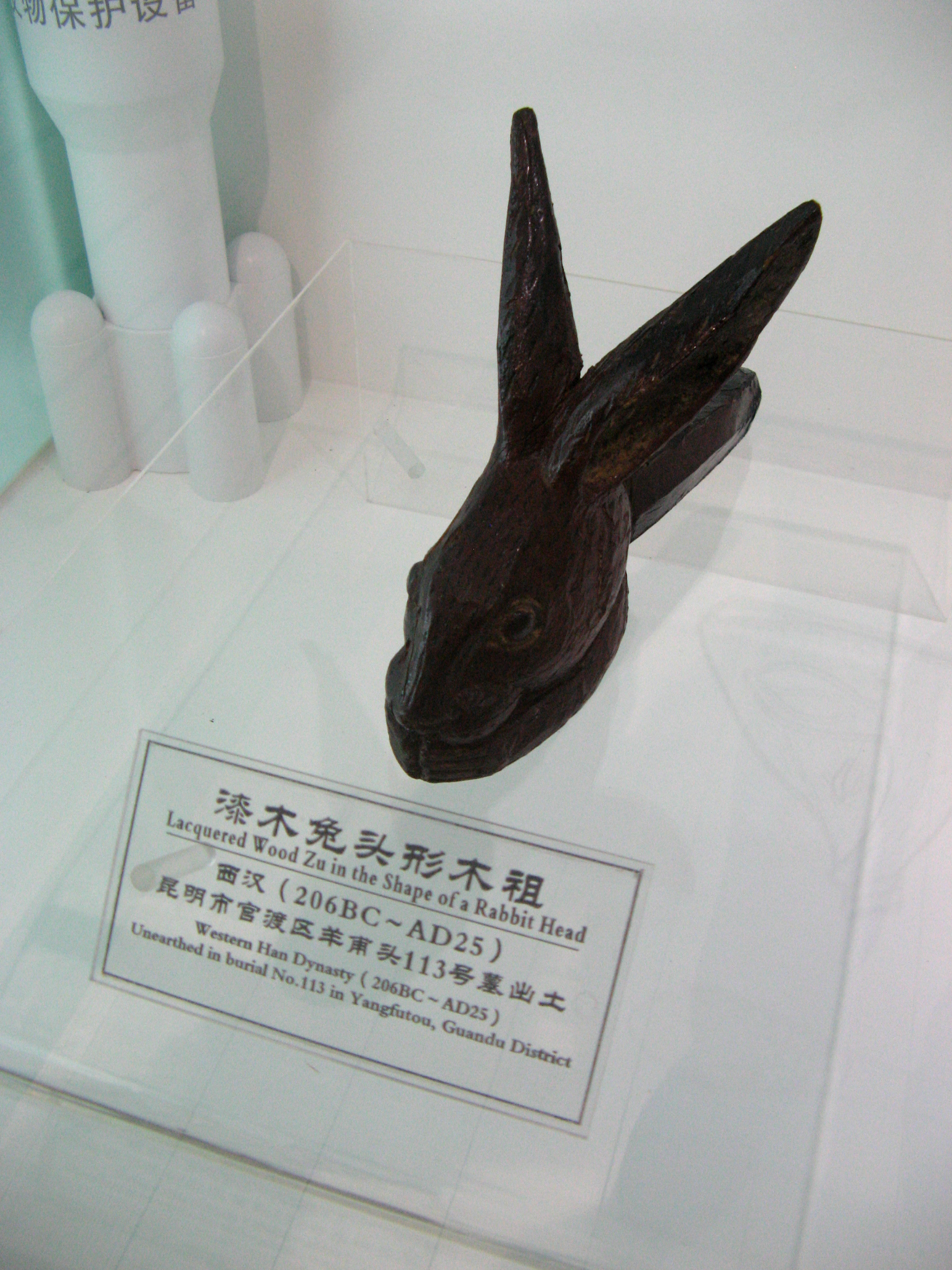
漆木兔头形木祖，出土自羊甫头古墓群113号墓，现藏于云南省博物馆
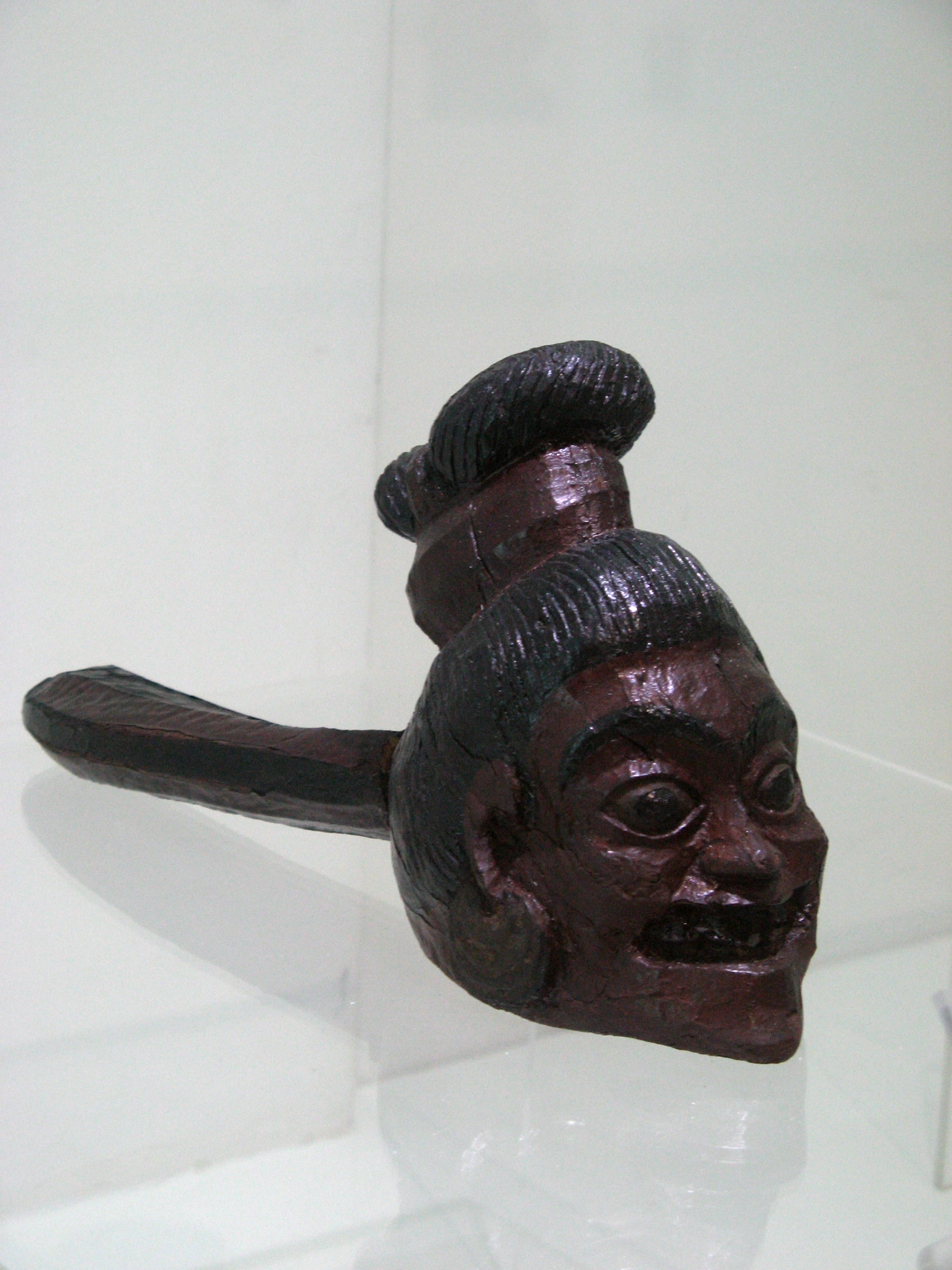
漆木人形木祖，出土自羊甫头古墓群113号墓，现藏于云南省博物馆
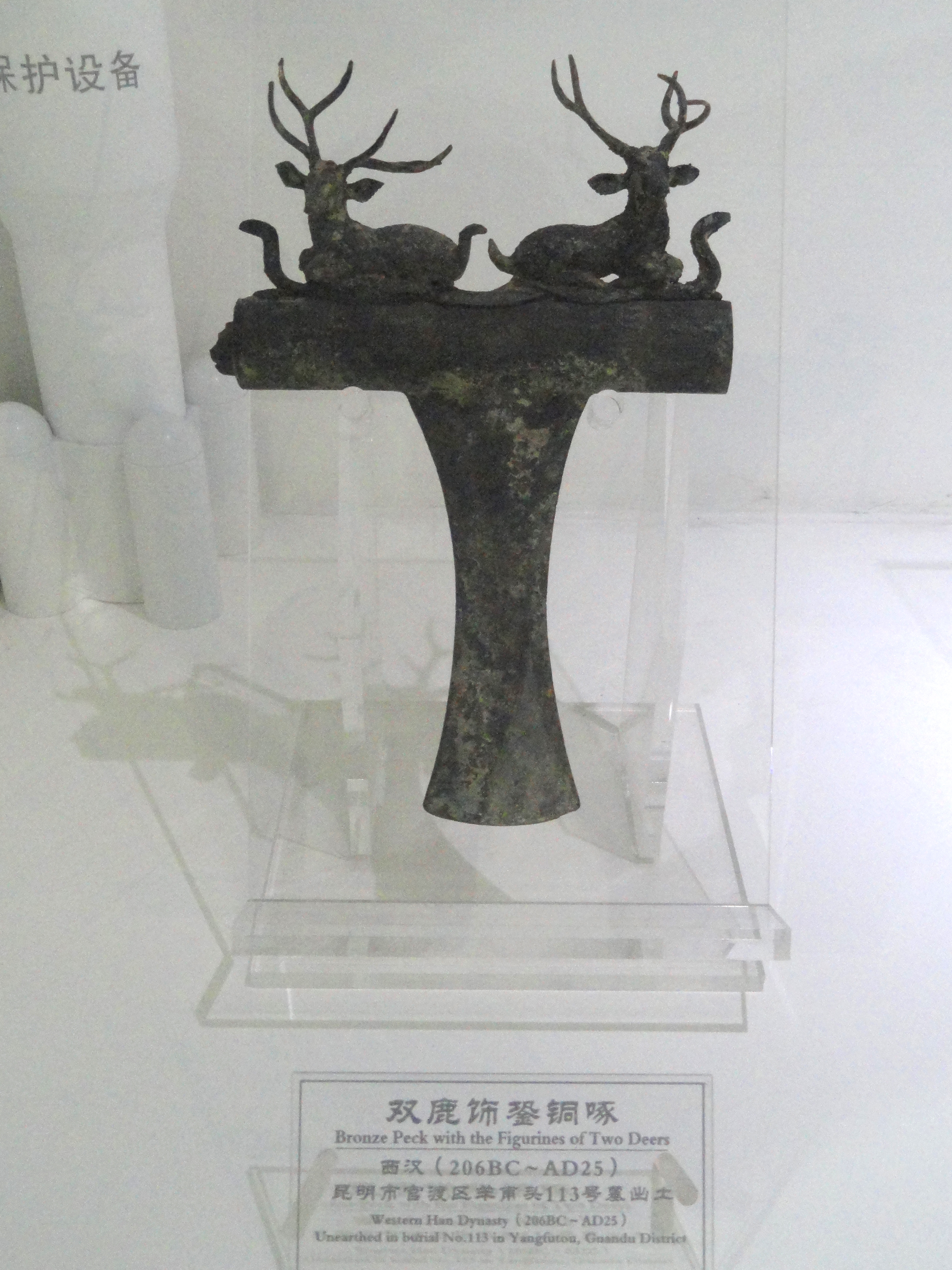
双鹿饰銎铜啄，出土自羊甫头古墓群111号墓，现藏于云南省博物馆
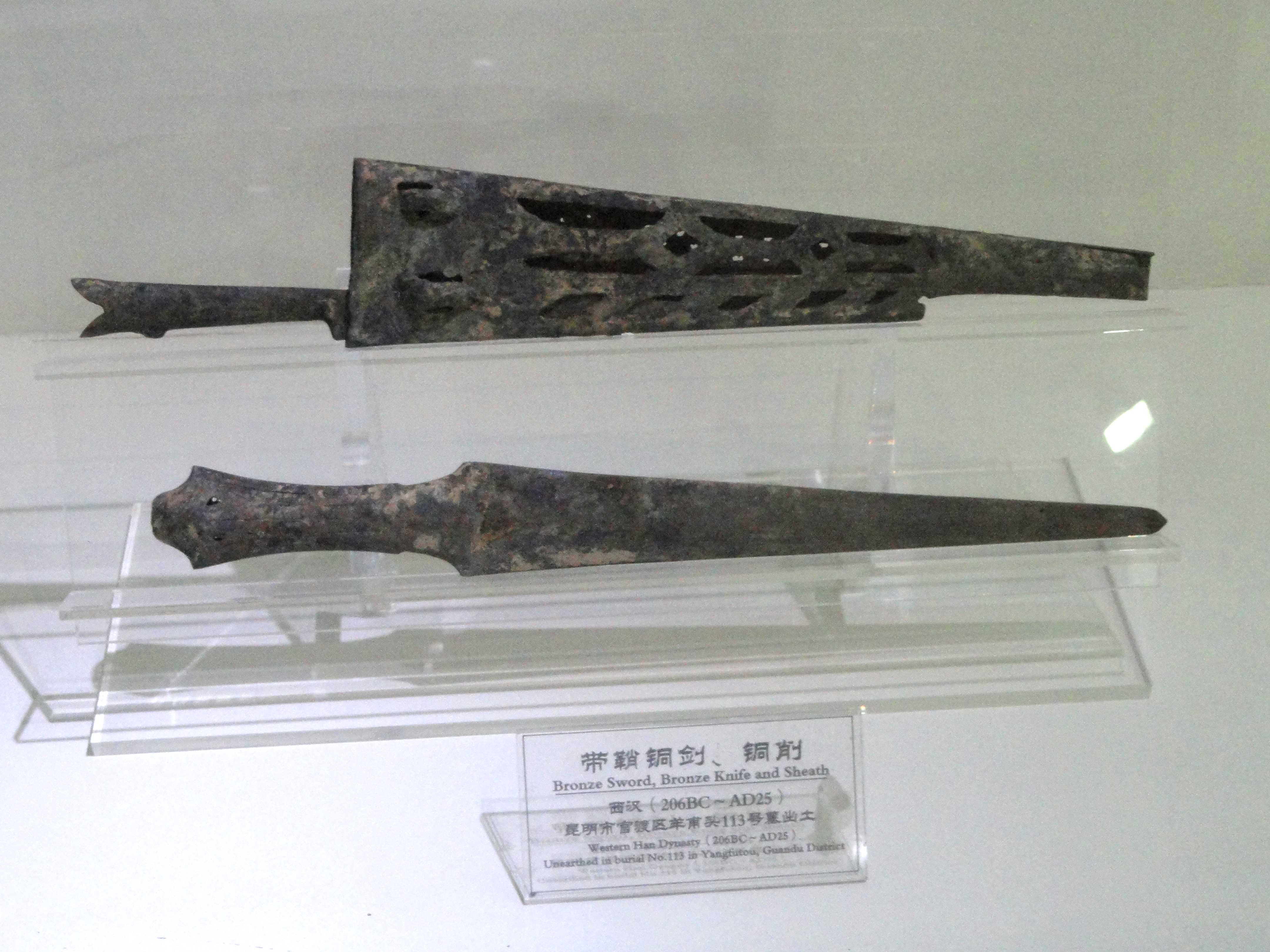
带鞘铜剑、铜削，出土自羊甫头古墓群，现藏于云南省博物馆